# T-122 Sakarya
Le T-122 Sakarya est un lance-roquettes multiple développé par Roketsan et introduit dans l'inventaire des forces armées turques en 1997.

## Histoire
Dans le cadre du programme de modernisation entrepris par l'armée turque dans les années 80 et 90, Roketsan développa plusieurs nouveaux systèmes de roquettes pour ses besoins. Des prototypes sont révélés en 1995 et les premiers systèmes T-122 Sakarya entrent en service en 1997.

## Caractéristiques
Le système se compose de deux lanceurs composés chacun de 20 tubes de lancement de calibre 122mm pour un total de 40 tubes de lancement. Les roquettes sont développées et fabriquées par MKEK et Roketsan. Le système est également compatible avec les roquettes de 122 mm du BM-21 Grad. Les roquettes sont équipées d'ogives HE-FRAG et d'ogives à fragmentation. Ces dernières contiennent des sous-munitions antipersonnel ou antichars avec une portée maximale de 40 km.
Le T-122 Sakarya est équipé d'un système de contrôle de tir à bord. Il calcule automatiquement les paramètres de tir pour chaque roquette ayant des têtes différentes. Il stocke également jusqu'à 20 cibles. Le lanceur peut tirer une seule roquette ou une salve complète. Une salve complète de 40 fusées est lancée en 80 secondes et peut couvrir une surface de 500x500 m.
Quatre stabilisateurs sont rabaissés au sol afin de fournir une plate-forme de tir plus stable. Un équipage de cinq servants prépare le véhicule de lancement pour le tir en quelques minutes. En cas d'urgence, le lanceur peut être utilisé par un équipage de trois personnes.
Le premier modèle de production du lanceur T-122 Sakarya est basé sur un camion lourd allemand MAN 26.281. Il est équipé d'une mitrailleuse de calibre 7,62 mm montée sur le toit.
En général, une batterie de T-122 comprend six lanceurs et un véhicule de commandement, bien qu'un seul véhicule puisse fonctionner indépendamment.

### Variantes

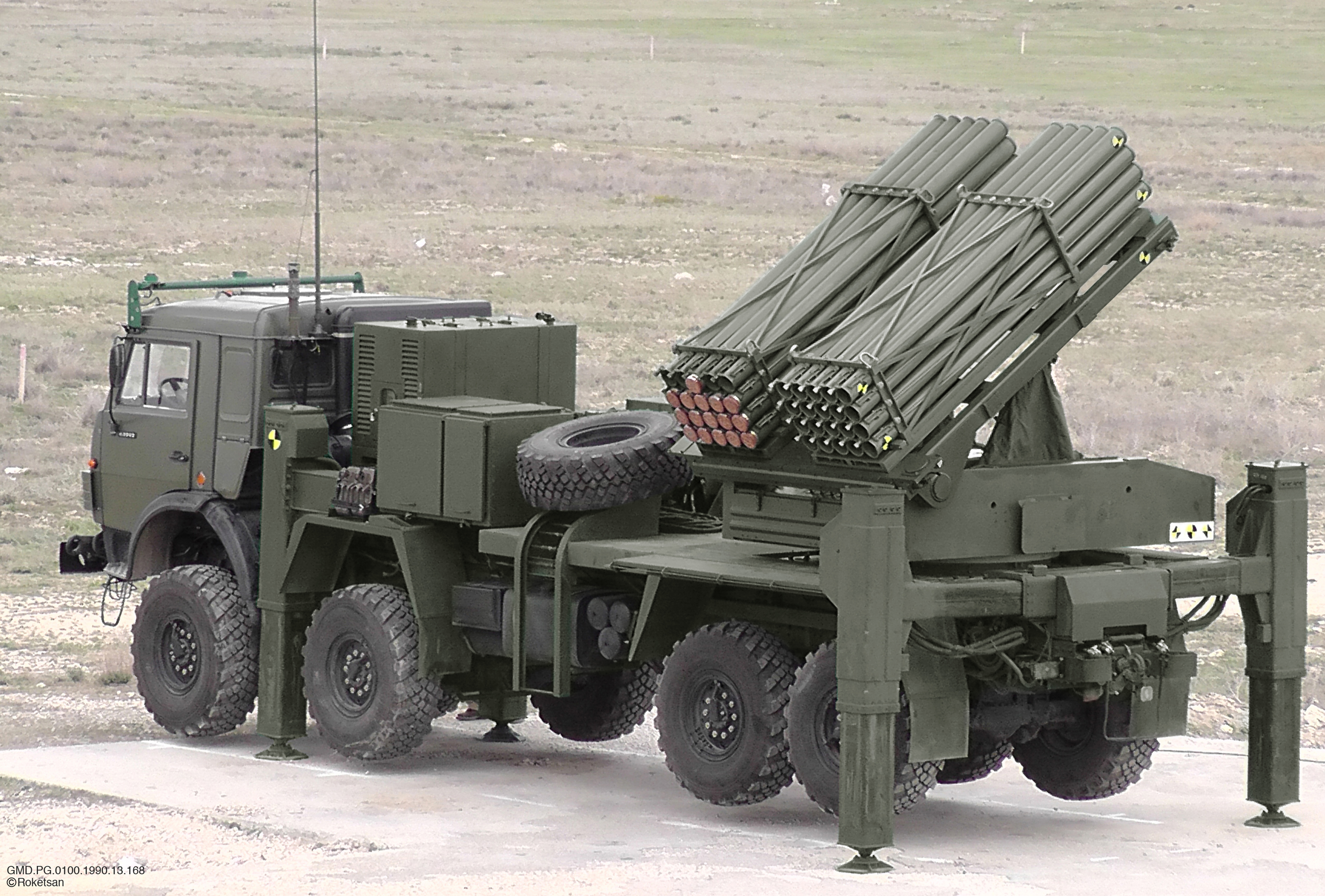
T-122 Sakarya des Forces armées turques.

Il existe plusieurs variantes du système :
- TR-122
- TRB-122
- TRG-122

Une variante améliorée du T-122 est présentée en 2005. Elle est basée sur le camion MAN 26.372. Le véhicule est également utilisé comme véhicule de lancement pour le T-300 Kasirga et le J-600T Yıldırım. Le nouveau système est équipé de lanceurs de fusées scellées en usine. Ceux-ci sont spécialement conçus pour résister à des conditions environnementales extrêmes. Les lanceurs ne nécessitant pas d'entretien sont chargés et scellés en usine. Le MAN 26.372 peut être équipé d'un blindage supplémentaire et d'un système de protection NBC.
Le rechargement du T-122 Sakarya est assisté par une grue hydraulique, qui est montée sur le véhicule lanceur. La variante améliorée avec des lanceurs jetables peut être rechargée en 5 minutes.

## Utilisateurs
- Turquie
- Azerbaïdjan[3]
- Émirats arabes unis
- Ukraine[4]